# Shūto Hira
Shūto Hira (japanisch 平 秀斗 Hira Shūto; * 25. Juni 1994 in der Präfektur Kagoshima) ist ein ehemaliger japanischer Fußballspieler.

## Karriere
Hira erlernte das Fußballspielen in der Schulmannschaft der Saga Higashi High School. Seinen ersten Vertrag unterschrieb er 2013 bei Sagan Tosu. Der Verein spielte in der höchsten Liga des Landes, der J1 League. Im Mai 2016 wurde er an den Zweitligisten Thespakusatsu Gunma ausgeliehen. Für Gunma absolvierte er zehn Ligaspiele. 2017 unterschrieb er einen Vertrag beim Drittligisten Fukushima United FC. Für Fukushima absolvierte er 26 Ligaspiele. Ende 2018 beendete er seine Karriere als Fußballspieler.